# La Misión Vieja
La Misión Vieja är en ort i Mexiko.   Den ligger i kommunen El Fuerte och delstaten Sinaloa, i den västra delen av landet, 1 200 km nordväst om huvudstaden Mexico City. La Misión Vieja ligger 64 meter över havet och antalet invånare är 340.
Terrängen runt La Misión Vieja är platt åt sydost, men åt nordväst är den kuperad. Runt La Misión Vieja är det ganska glesbefolkat, med 23 invånare per kvadratkilometer. Närmaste större samhälle är El Fuerte de Montes Claros, 19,8 km nordost om La Misión Vieja. Omgivningarna runt La Misión Vieja är en mosaik av jordbruksmark och naturlig växtlighet.